# Алексеев, Даниил Сергеевич
Даниил Сергеевич Алексеев (род. 17 апреля 2002, Кольчугино, Россия) — российский профессиональный баскетболист, играющий на позиции тяжёлого форварда.

## Карьера
Перед началом сезона 2018/2019 Алексеев присоединился к команде ДЮБЛ «Нижнего Новгорода», а до этого год выступал за Московскую область.
Начиная с 2019 года, Алексеева начали привлекать к играм «Нижнего Новгорода-2». В сезоне 2020/2021 в его составе Даниил стал бронзовым призёром Единой молодёжной лиги ВТБ, а в январе 2022 года вошёл в символическую пятёрку турнира с показателями в 21,5 очка, 6,5 подбора, 1,2 передачи и 23,2 балла за эффективность действий.
В марте 2022 года Алексеев подписал 3-летний контракт с основной командой «Нижнего Новгорода».
28 марта 2022 года Алексеев дебютировал на профессиональном уровне. В матче Единой лиги ВТБ против ЦСКА (72:80) Даниил провёл на площадке 3 минуты 25 секунд и отметился 1 подбором.
В сезоне 2023/2024 Алексеев выступал за «ЦСП-Химки».

## Достижения
- Бронзовый призёр Единой молодёжной лиги ВТБ: 2020/2021